# Grand Prix Indie 2013
Grand Prix Indie 2013 (oficiálně 2013 Formula 1 Airtel Indian Grand Prix) se jela na okruhu Buddh International Circuit nedaleko města Greater Noida v Indii dne 27. října 2013. Závod byl šestnáctým v pořadí v sezóně 2013 šampionátu Formule 1.

## Kvalifikace
| Poř.                       | No. | Jezdec              | Konstruktér          | Časy v kvalifikaci | Časy v kvalifikaci | Časy v kvalifikaci | Pořadí na startu |
| Poř.                       | No. | Jezdec              | Konstruktér          | Q1                 | Q2                 | Q3                 | Pořadí na startu |
| -------------------------- | --- | ------------------- | -------------------- | ------------------ | ------------------ | ------------------ | ---------------- |
| 1                          | 1   | Sebastian Vettel    | Red Bull-Renault     | 1:25.943           | 1:24.568           | 1:24.119           | 1                |
| 2                          | 9   | Nico Rosberg        | Mercedes             | 1:25.833           | 1:25.304           | 1:24.871           | 2                |
| 3                          | 10  | Lewis Hamilton      | Mercedes             | 1:25.802           | 1:25.259           | 1:24.941           | 3                |
| 4                          | 2   | Mark Webber         | Red Bull-Renault     | 1:25.665           | 1:25.097           | 1:25.047           | 4                |
| 5                          | 4   | Felipe Massa        | Ferrari              | 1:25.793           | 1:25.389           | 1:25.201           | 5                |
| 6                          | 7   | Kimi Räikkönen      | Lotus-Renault        | 1:25.819           | 1:25.191           | 1:25.248           | 6                |
| 7                          | 11  | Nico Hülkenberg     | Sauber-Ferrari       | 1:25.883           | 1:25.339           | 1:25.334           | 7                |
| 8                          | 3   | Fernando Alonso     | Ferrari              | 1:25.934           | 1:24.885           | 1:25.826           | 8                |
| 9                          | 6   | Sergio Pérez        | McLaren-Mercedes     | 1:26.107           | 1:25.365           | 1:26.153           | 9                |
| 10                         | 5   | Jenson Button       | McLaren-Mercedes     | 1:25.574           | 1:25.458           | 1:26.487           | 10               |
| 11                         | 19  | Daniel Ricciardo    | Toro Rosso-Ferrari   | 1:25.673           | 1:25.519           |                    | 11               |
| 12                         | 14  | Paul di Resta       | Force India-Mercedes | 1:25.908           | 1:25.711           |                    | 12               |
| 13                         | 15  | Adrian Sutil        | Force India-Mercedes | 1:26.164           | 1:25.740           |                    | 13               |
| 14                         | 18  | Jean-Éric Vergne    | Toro Rosso-Ferrari   | 1:26.155           | 1:25.798           |                    | 14               |
| 15                         | 17  | Valtteri Bottas     | Williams-Renault     | 1:26.178           | 1:26.134           |                    | 15               |
| 16                         | 12  | Esteban Gutiérrez   | Sauber-Ferrari       | 1:26.057           | 1:26.336           |                    | 16               |
| 17                         | 8   | Romain Grosjean     | Lotus-Renault        | 1:26.577           |                    |                    | 17               |
| 18                         | 16  | Pastor Maldonado    | Williams-Renault     | 1:26.842           |                    |                    | 18               |
| 19                         | 22  | Jules Bianchi       | Marussia-Cosworth    | 1:26.970           |                    |                    | 19               |
| 20                         | 21  | Giedo van der Garde | Caterham-Renault     | 1:27.105           |                    |                    | 20               |
| 21                         | 20  | Charles Pic         | Caterham-Renault     | 1:27.487           |                    |                    | 21               |
| 22                         | 23  | Max Chilton         | Marussia-Cosworth    | 1:28.138           |                    |                    | 22               |
| 107% času vítěze: 1:31.564 |     |                     |                      |                    |                    |                    |                  |
| Zdroj:                     |     |                     |                      |                    |                    |                    |                  |

## Závod
| Poř.   | No. | Jezdec              | Konstruktér          | Počet kol | Čas/Odstoupení | Pořadí na startu | Body |
| ------ | --- | ------------------- | -------------------- | --------- | -------------- | ---------------- | ---- |
| 1      | 1   | Sebastian Vettel    | Red Bull-Renault     | 60        | 1:31:12.187    | 1                | 25   |
| 2      | 9   | Nico Rosberg        | Mercedes             | 60        | +29.823        | 2                | 18   |
| 3      | 8   | Romain Grosjean     | Lotus-Renault        | 60        | +39.892        | 17               | 15   |
| 4      | 4   | Felipe Massa        | Ferrari              | 60        | +41.692        | 5                | 12   |
| 5      | 6   | Sergio Pérez        | McLaren-Mercedes     | 60        | +43.829        | 9                | 10   |
| 6      | 10  | Lewis Hamilton      | Mercedes             | 60        | +52.475        | 3                | 8    |
| 7      | 7   | Kimi Räikkönen      | Lotus-Renault        | 60        | +1:07.988      | 6                | 6    |
| 8      | 14  | Paul di Resta       | Force India-Mercedes | 60        | +1:12.868      | 12               | 4    |
| 9      | 15  | Adrian Sutil        | Force India-Mercedes | 60        | +1:14.734      | 13               | 2    |
| 10     | 19  | Daniel Ricciardo    | Toro Rosso-Ferrari   | 60        | +1:16.237      | 11               | 1    |
| 11     | 3   | Fernando Alonso     | Ferrari              | 60        | +1:18.297      | 8                |      |
| 12     | 16  | Pastor Maldonado    | Williams-Renault     | 60        | +1:18.951      | 18               |      |
| 13     | 18  | Jean-Éric Vergne    | Toro Rosso-Ferrari   | 59        | +1 kolo        | 14               |      |
| 14     | 5   | Jenson Button       | McLaren-Mercedes     | 59        | +1 kolo        | 10               |      |
| 15     | 12  | Esteban Gutiérrez   | Sauber-Ferrari       | 59        | +1 kolo        | 16               |      |
| 16     | 17  | Valtteri Bottas     | Williams-Renault     | 59        | +1 kolo        | 15               |      |
| 17     | 23  | Max Chilton         | Marussia-Cosworth    | 58        | +2 kola        | 22               |      |
| 18     | 22  | Jules Bianchi       | Marussia-Cosworth    | 58        | +2 kola        | 19               |      |
| 19     | 11  | Nico Hülkenberg     | Sauber-Ferrari       | 54        | Převodovka     | 7                |      |
| Ret    | 2   | Mark Webber         | Red Bull-Renault     | 39        | Alternátor     | 4                |      |
| Ret    | 20  | Charles Pic         | Caterham-Renault     | 35        | Hydraulika     | 21               |      |
| Ret    | 21  | Giedo van der Garde | Caterham-Renault     | 1         | Kolize         | 20               |      |
| Zdroj: |     |                     |                      |           |                |                  |      |

Poznámky
1. ↑  Nico Hülkenberg odstoupil ze závodu, ale byl klasifikován, protože odjel více než 90 % délky závodu.

## Průběžné pořadí po závodě
- Tučně jsou vyznačeni jezdci a týmy se šancí získat titul v Poháru jezdců nebo konstruktérů.

Pohár jezdců
|  | Pořadí | Jezdec           | Body |
|  | ------ | ---------------- | ---- |
|  | 1      | Sebastian Vettel | 322  |
|  | 2      | Fernando Alonso  | 207  |
|  | 3      | Kimi Räikkönen   | 183  |
|  | 4      | Lewis Hamilton   | 169  |
|  | 5      | Mark Webber      | 148  |

Pohár konstruktérů
|   | Pořadí | Konstruktér      | Body |
| - | ------ | ---------------- | ---- |
|   | 1      | Red Bull-Renault | 470  |
| 1 | 2      | Mercedes         | 313  |
| 1 | 3      | Ferrari          | 309  |
|   | 4      | Lotus-Renault    | 285  |
|   | 5      | McLaren-Mercedes | 93   |